# Musi Rawas Utara
Musi Rawas Utara (auch Muratara) ist ein indonesischer Regierungsbezirk (Kabupaten) in der indonesischen Provinz Sumatra Selatan. Ende 2023 leben hier knapp 200.000 Menschen auf einer Territorialfläche von 5.937,80 km². Das Verwaltungszentrum des Kabupaten Musi Rawas Utara ist Rupit.

## Geografie
Hinsichtlich seiner Territorialfläche belegt der Kabupaten Platz 6 von 17 Verwaltungseinheiten 2. Ordnung (Kabupaten/Kota) in der Provinz (6,84 %) bzw. Platz 20 aller 120 Kabupaten auf der Insel Sumatra.
Der Regierungsbezirk Musi Rawas Utara liegt im äußersten Nordwesten von Sumatra Selatan im Binnenland an der Grenze zu den Provinzen Bengkulu (Kab. Lebong) im Südwesten/Westen und Jambi (Kab. Sarolangun) im Nordwesten/Westen. Musi Rawas Utara grenzt provinzintern an den Regierungsbezirk Musi Banyuasin im Osten und an den Bezirk Musi Rawas im Süden.

## Verwaltungsgliederung
Administrativ unterteilt sich Musi Rawa Utara seit seiner Gründung 2013 unverändert in 7 Distrikte (Kecamatan) mit 89 Dörfern, wobei jeder Verwaltungssitz eines Distrikts als Kelurahan einen urbanen Status besitzt. 2020 wurden 49.319 Haushalte gezählt mit durchschnittlich 3,95 Personen pro Haushalt.
| Code 1   | Kecamatan Distrikt      | Ibu Kota Verwaltungssitz | Fläche (km²) | Einw. Zensus 2010 2 | Volkszählung 2020 | Volkszählung 2020 | Volkszählung 2020 | Anzahl der Dörfer 6 |
| Code 1   | Kecamatan Distrikt      | Ibu Kota Verwaltungssitz | Fläche (km²) | Einw. Zensus 2010 2 | Einw. 3           | 0Dichte 40        | Sex Ratio 5       | Anzahl der Dörfer 6 |
| -------- | ----------------------- | ------------------------ | ------------ | ------------------- | ----------------- | ----------------- | ----------------- | ------------------- |
| 16.13.01 | Rupit                   | Muara Rupit              | 409,76       | 31.602              | 37.862            | 92,40             | 100,64            | 17                  |
| 16.13.02 | Rawas Ulu               | Pasar Surulangun         | 498,17       | 31.037              | 33.945            | 68,14             | 101,41            | 17                  |
| 16.13.03 | Nibung                  | Karya Makmur             | 602,93       | 22.268              | 26.073            | 43,24             | 107,11            | 11                  |
| 16.13.04 | Rawas Ilir              | Bingin Teluk             | 1.088,13     | 28.178              | 28.454            | 26,15             | 108,19            | 13                  |
| 16.13.05 | Karang Dapo             | Karang Dapo I            | 548,76       | 17.720              | 20.302            | 37,00             | 102,88            | 9                   |
| 16.13.06 | Karang Jaya             | Karang Jaya              | 1.408,03     | 27.855              | 30.191            | 21,44             | 103,72            | 15                  |
| 16.13.07 | Ulu Rawas               | Muara Kulam              | 1.452,88     | 10.772              | 12.034            | 8,28              | 105,11            | 7                   |
| 16.13    | Kab. Musi Rawas Utara00 | Rupit                    | 6.008,66     | 169.432             | 188.861           | 31,43             | 103,79            | 89                  |

## Demografie
Hinsichtlich seiner Bevölkerung wird (mit 2,25 % der Provinz) der vorletzte Platz (vor Kota Pagar Alam) aller 17 Verwaltungseinheiten der 2. Ordnung (Kabupaten/Kota) belegt. Bezogen auf alle 120 Kabupaten auf der Insel Sumatra bedeutet dies Rang 93. Mit einer Bevölkerungsdichte von 33,6 Einw. je km² bildet „Murata“ das Schlusslicht.
Der Frauenanteil hat sich zwischen den beiden Volkszählungen 2010 und 2020 sowie zum Jahresende nur unwesentlich verändert und auf Werte um die 49 Prozent eingepegelt.
| Religion im Jahr 2020 | Religion im Jahr 2020 | Religion im Jahr 2020 | Religion im Jahr 2020 |
| Religion              | Anzahl                | Anteil (%)            | Gebäude               |
| --------------------- | --------------------- | --------------------- | --------------------- |
| Islam                 | 197.674               | 99,30                 | 157 1                 |
| Christen insg.        | 00.569 2              | 00,29                 | 00−                   |
| Davon:                |                       |                       |                       |
| Protestanten          | 00.529                | 00,27                 | 00−                   |
| Katholiken            | 00.40                 | 00,02                 | 00−                   |
|                       |                       |                       |                       |
| Hindus                | 00.817                | 00,41                 | 0002                  |

| Jahr  | Gesamt- bevölkerung | Männer   | %      | Frauen   | %      |
| ----- | ------------------- | -------- | ------ | -------- | ------ |
| 02010 | 00169.432           | 0085.556 | 050,50 | 0083.876 | 049,50 |
| 02020 | 00188.861           | 0096.186 | 050,93 | 0092.675 | 049,07 |
| 02023 | 00199.668           | 0101.481 | 050,82 | 0098.187 | 049,18 |

### Soziale Daten 2020
| Merkmal                                                            | Musi Rawas Utara | 0Prov. Sumatra Selatan0 |
| ------------------------------------------------------------------ | ---------------- | ----------------------- |
| Bevölkerung unterhalb der Armutsgrenze (Tsd.)0                     | 37,75            | 302,58                  |
| Anteil der „armen Bevölkerung“ (indonesisch Penduduk miskin) (%)00 | 019,47           | 15,03                   |
| Arbeitslosenrate (%)                                               | 006,88           | 04,18                   |
| Lebenserwartung bei der Geburt (Jahre)                             | 072,34           | 69,35                   |
| HDI-Index                                                          | 064,49           | 71,40                   |
| Analphabetenrate (in %, 15+ J.)                                    | 001,46           | 01,99                   |
| Anteil der Altersgruppen                                           | 0Real0           | 0Prozentual0            |
| Kinder (<15 J.)                                                    | 047.6310         | 25,22                   |
| arbeitsfähige Bevölkerung (15–64 J.)                               | 131.0940         | 69,41                   |
| Rentner und Pensionäre (>65 J.)                                    | 008.1160         | 04,30                   |

## Geschichte
Als jüngster der 13 Regierungsbezirke der Provinz Sumatra Selatan entstand Musi Rawas Utara 2013 durch Abspaltung von sieben nördlichen Distrikten des Bezirks Musi Rawas auf Grundlage des Regierungsgesetzes Nr. 16. Bis heute blieb die Anzahl der Dörfer und der Distrikte unverändert. Hinsichtlich seiner Entwicklung und seiner Infrastruktur operiert der Bezirk am Ende aller Bezirke der Provinz.
| Kabupaten          | Fläche (km²) | %      | Einwohner (2002) | %      | Anzahl der Kecamatan | Anzahl der Desa |
| ------------------ | ------------ | ------ | ---------------- | ------ | -------------------- | --------------- |
| Musi Rawas (alt)00 | 12.358,65    | 100,00 | 610.223          | 100,00 | 21                   | 288             |
| Musi Rawas (neu)0  | 06.350,10    | 051,38 | 414.534          | 048,62 | 14                   | 199             |
| Musi Rawas Utara0  | 06.008,55    | 048,62 | 195.689          | 032,07 | 07                   | 089             |

### Aktuelle Daten der Bevölkerungsfortschreibung
Nachfolgende Tabelle gibt den Einwohnerstand nach Geschlecht vom Jahresende 2022 und 2023 wieder. Er resultiert aus den Ergebnissen der Fortschreibung durch die örtlichen Zivilregistrierungsbüros (Disdukcapil, indonesisch Dinas Kependudukan dan Pencatatan Sipil) und kann in einer interaktiven Karte abgerufen werden.
| Kecamatan               | 31.12.2022 | 31.12.2022 | 31.12.2022 | Fläche km² | 31.12.2023 | 31.12.2023 | 31.12.2023 | 31.12.2023         | 31.12.2023          |
| Kecamatan               | 0Insg.     | männl.     | weibl.     | Fläche km² | 0Insg.     | männl.     | weibl.     | Dichte [Einw./km²] | Sex Ratio [M*100/F] |
| ----------------------- | ---------- | ---------- | ---------- | ---------- | ---------- | ---------- | ---------- | ------------------ | ------------------- |
| Rupit                   | 37.703     | 18.891     | 18.812     | 381,70     | 38.535     | 19.352     | 19.183     | 101,0              | 100,88              |
| Rawas Ulu               | 34.735     | 17.383     | 17.352     | 494,32     | 35.183     | 17.655     | 17.528     | 71,2               | 100,72              |
| Nibung                  | 27.860     | 14.407     | 13.453     | 603,50     | 28.350     | 14.643     | 13.707     | 47,0               | 106,83              |
| Rawas Ilir              | 28.804     | 14.899     | 13.905     | 1.011,56   | 29.993     | 15.529     | 14.464     | 29,7               | 107,36              |
| Karang Dapo             | 21.615     | 10.870     | 10.745     | 519,94     | 22.026     | 11.061     | 10.965     | 42,4               | 100,88              |
| Karang Jaya             | 32.277     | 16.468     | 15.809     | 1.405,57   | 32.799     | 16.723     | 16.076     | 23,3               | 104,02              |
| Ulu Rawas               | 12.481     | 6.375      | 6.106      | 1.458,37   | 12.782     | 6.518      | 6.264      | 8,8                | 104,05              |
| Kab. Musi Rawas Utara00 | 195.475    | 99.293     | 96.182     | 5.874,96 1 | 199.668    | 101.481    | 98.187     | 34,0               | 103,35              |

## Verzeichnis der Kelurahan
Die nachfolgende Liste gibt den Einwohnerstand zum Jahresende 2022 (Semester II/2022) und genau ein Jahr später für alle Kelurahan im Bezirk Musi Rawas Utara wieder. Innerhalb eines Jahres stieg die Einwohnerzahl der 7 Kelurahan um 328 Einwohner.
Neben der Fläche und den Einwohnerzahlen sind auch deren Zugehörigkeiten zu den fünf Kecamatan aufgeführt, ebenso die errechneten Ergebnisse der Bevölkerungsdichte (in Einw. je km²) sowie des Geschlechterverhältnisses (Sex Ratio). Als erste Spalte ist der Strukturcode des indonesischen Innenministeriums angegeben. Er gibt gleichfalls Aufschluss über die Zugehörigkeit der Dörfer zu den übergeordneten Verwaltungsebenen: Die ersten drei Zahlenpärchen werden durch Punkte getrennt und geben die Provinz, den Regierungsbezirk (Kabupaten) und den Distrikt (Kecamatan) an. Als letztes folgt nach einem weiteren Trennungspunkt der vierstellige „Dorfcode“ – wobei städtisch geprägte Kelurahan immer mit 1 und „normale“ (ländliche) Desa mit einer 2 beginnen. Die Statistikseiten von BPS (Badan Pusat Statistik) verwenden eine andere Nomenklatur, auf die hier nicht näher eingegangen werden soll, da sie nur bei den Volkszählungen Anwendung findet.
Wie bei vorstehender Tabelle entstammen alle Daten der Fortschreibung durch die örtlichen Zivilregistrierungsbüros (Disdukcapil).
| Struktur- code | Kecamatan    | Kelurahan          | Bevölkerung am Jahresende 2022 | Bevölkerung am Jahresende 2022 | Bevölkerung am Jahresende 2022 | Bevölkerung am Jahresende 2022 | Bevölkerung am Jahresende 2023 | Bevölkerung am Jahresende 2023 | Bevölkerung am Jahresende 2023 | Bevölkerung am Jahresende 2023 | Bevölkerung am Jahresende 2023 |
| Struktur- code | Kecamatan    | Kelurahan          | Fläche (km²)                   | Gesamt                         | männlich                       | weiblich                       | Gesamt                         | männlich                       | weiblich                       | Dichte                         | Sex Ratio                      |
| -------------- | ------------ | ------------------ | ------------------------------ | ------------------------------ | ------------------------------ | ------------------------------ | ------------------------------ | ------------------------------ | ------------------------------ | ------------------------------ | ------------------------------ |
| 16.13.01.1007  | Rupit        | Muara Rupit        | 25,20                          | 6.001                          | 2.963                          | 3.038                          | 6.163                          | 3.057                          | 3.106                          | 244,6                          | 98,42                          |
| 16.13.02.1005  | Rawas Ulu    | Pasar Surulangun00 | 8,26                           | 3.763                          | 1.851                          | 1.912                          | 3.768                          | 1.861                          | 1.907                          | 456,2                          | 97,59                          |
| 16.13.03.1003  | Nibung       | Karya Makmur       | 24,76                          | 3.707                          | 1.892                          | 1.815                          | 3.768                          | 1.928                          | 1.840                          | 152,2                          | 104,78                         |
| 16.13.04.1005  | Rawas Ilir   | Bingin Teluk       | 71,43                          | 2.365                          | 1.182                          | 1.183                          | 2.312                          | 1.164                          | 1.148                          | 32,4                           | 101,39                         |
| 16.13.05.1004  | Karang Dapo0 | Karang Dapo        | 225,78                         | 3.392                          | 1.675                          | 1.717                          | 3.476                          | 1.727                          | 1.749                          | 15,4                           | 98,74                          |
| 16.13.06.1009  | Karang Jaya  | Karang Jaya        | 77,49                          | 3.869                          | 1.905                          | 1.964                          | 3.904                          | 1.923                          | 1.981                          | 50,4                           | 97,07                          |
| 16.13.07.1007  | Ulu Rawas    | Muara Kulam        | 197,40                         | 3.311                          | 1.653                          | 1.658                          | 3.345                          | 1.668                          | 1.677                          | 16,9                           | 99,46                          |